# Taurotettix elegans
Taurotettix elegans är en insektsart som beskrevs av Melichar 1900. Taurotettix elegans ingår i släktet Taurotettix och familjen dvärgstritar. Inga underarter finns listade i Catalogue of Life.